# Emmochliophis fugleri
Emmochliophis fugleri — вид змій родини полозових (Colubridae). Ендемік Еквадору. Вид названий на честь американського біолога Чарльза Фуглера.

## Поширення і екологія
Emmochliophis fugleri відомі за двома зразками, один з яких був зібраний у 1965 році на півдні провінції Санто-Домінго-де-лос-Цачилас, а другий — у 2019 році в заповіднику Ріо-Мандуріаку в провінції Імбабура. Вони живуть у вологих напівлистяних тропічних лісах.